# Francisco de Silos
Francisco de Silos (Tarazona, c. 1555 - Zaragoza, 30 de enero de 1636) fue un compositor español, maestro de capilla de la Seo de Zaragoza entre 1593-1611 y 1614-1632.

## Vida
Es poco lo que sabe de los orígenes de Francisco de Silos. Las primeras noticias fiables que se tienen son de su maestría en la catedral de Tarazona. Se cree que era originario de la ciudad por dos razones: en la época aparecen muchas personas apellidadas Silos en los registros parroquiales de la ciudad y se tienen noticias del maestro de capilla de la Catedral de Canarias, también original de Tarazona, Martín de Silos (1564-1618), que se ha supuesto su hermano. Esto último ha llevado a pensar que existía una familia de músicos en Tarazona con el apellido Silos.: 62 

### Primera maestría en La Seo (1593-1611)
Los inicios del paso de Silos por la Seo está bien documentado gracias al relato del canónigo Pascual de Mandura (1550–1604).
En octubre de 1593 se publicaron los edictos de oposiciones para el cargo de maestro de capilla de la Seo, enviados a toda España. Parece que tuvieron poco éxito, ya que solo se presentaron tres candidatos: Juan Siscar, maestro en la catedral de Teruel, Francisco de Silos, de la catedral de Tarazona, y el maestro de capilla de la catedral de Pamplona, del que no se conserva el nombre y que no llegó a participar en las oposiciones por problemas de tiempo. Las oposiciones comenzaron a puerta cerrada con un examen ante los canónigos y maestros de capilla de la catedral de Huesca, Martín de Tiebas, y del Hospital de Nuestra Señora de Gracia, Martín Torrellas. El hecho de que el examen se hiciese en privado «a fin que no entrase la chusma» indica el gran interés del público por un nuevo maestro de capilla y por la música en general. Siguieron exámenes de composición de villancicos polifónicos, de canto llano, de «echar contrapunto» y de dirección de la capilla, «dejándose caer los cantores de industria y levantándolos el que regía». El tribunal estuvo compuesto por Cristóbal Cortés, maestro del Pilar, fray Blay, franciscano del convento de Jesús,y fray Juan Sánchez, franciscano del convento de San Francisco. El hecho de que se presentaran tan pocos candidatos generó desconfianza sobre la calidad de los músicos en el Cabildo catedralicio, desconfianza que se manifestaría más tarde en el enfrentamiento con Silos. Sin embargo, el tribunal, «con mucha conformidad, sin discrepancia alguna», dio a Silos por ganador de las oposiciones.: 61–62 
Las relaciones con el Cabildo fueron tensas desde el principio:: 63 

Plática ha de hacer el maestro de Capilla
Ese día [el de la elección de Silos como maestro de capilla en 1593] se pasó en dar las gracias a todos esos Señores sobredichos y el maestro comenzó a ejercitar su oficio y se advirtió que no hacía la plática de música que los maestros solían hacer a los infantes y a todos los que querían venir a ella, y así, a 16 de junio del año 1595, se platicó de esto en capítulo para que se reparase esto y no se perdiese la costumbre antigua ni el provecho que de la plática podía resultar a muchos; y así se determinó acerca del maestro de capilla y de su oficio, lo primero, que tuviese obligación de hacer plática por su persona, cada día, en la Iglesia, etc.; lo segundo, que no saliese aparte alguna sin expresa licencia del Cabildo; lo tercero, que los libros de música que se han hecho de nuevo con mucha  costa y así mismo los antiguos, los tuviese encerrados y guardados y que no saliesen a ninguna parte sino al coro cuando eran necesarios para cantar en él y que en particular no los pudiese prestar a nadie para cantar ni en ellos estudiasen los muchachos sino en alguno que no fuese de importancia para el coro.

Pero fue dos años más tarde, en 1595 cuando comenzaron las desavenencias con el Cabildo. En las actas aparecen «faltas del maestro de Capilla», que Mandura relata de la siguiente manera:: 63–65 

Más, se determinó que en la misa de Griso los Kyries y Sanctus se digan a canto de órgano como siempre se ha acostumbrado y también los Agnus, porque en esto ha habido remisión y los han ido dejando muchas veces.
Dióse cargo al Canónigo Mandura, como Presidente, que hablase y advirtiese todas estas cosas al dicho maestro de Capilla y así lo hizo, tratando muy en particular cada cosa de éstas; a lo cual respondió dicho maestro que en lo que tocaba a los libros, que se guardarían con mucha curiosidad y que no se cantaría con ellos sino en el coro. En lo que toca a la misa de Griso, dijo que haría se dijese como se había acostumbrado; y en lo que se le dijo que no pudiese salir a cantar fuera de la Iglesia sin licencia del Cabildo, que era cosa muy fuerte porque de aquello se podía él aprovechar y tener algún socorro; replicóle que la Iglesia de La Seo daba tan suficientemente de comer al maestro de su capilla que no tenía necesidad de buscar socorro de otra parte si no fuese por ser el maestro codicioso y amigo de abarcar, y que esta capilla no era como la de Muniesa, que se alquilaba por la ciudad en cada fiesta, por el interés y ganancia que de ello sacaba y que la capilla del Pilar y su maestro de ella no salían de esa manera con ser inferior a ésta y aun los Regidores del Hospital, entendiendo que el maestro de allí salía con su capilla a algunas fiestas con los cantores de la casa, les mandaron que no saliesen con el maestro a donde él iba a cantar, y que si quería salir el maestro, fuese con los cantores que él tiene y enseña en su casa y no faltando a lo que tenía obligación en el Hospital; y si  pareció mal a los  Regidores del Hospital que de esta manera saliesen sus cantores, más mal había de parecer a una Iglesia metropolitana y tan principal; y preguntándole que si estaba contento con lo que la Iglesia le daba de partido por el ministerio de maestro de Capilla, respondió que sí; entonces dijo el Canónigo que contentase a quien se lo daba, pues sabía que esa era su voluntad, a lo cual dijo que no quería él quitarse su libertad; entonces le dijo el Canónigo que el Cabildo se la quitaría a él y a todos; y con esto cesó esta plática y se guardó lo que el Cabildo mandó acerca de esto, de manera que la Capilla no sale a ninguna parte sino con expresa licencia del Cabildo.
[...]
Plática de canto.
En lo que toca a la plática, que dicho Canónigo le dijo tenía obligación de hacer, respondió que por no estar bueno no lo hacía; se le dijo que nunca lo estaría porque se le hacía esto dificultoso, y respondió que a quién había de hacer plática, que no venía nadie; a esto se le dijo que si la hiciese con curiosidad y se publicase, que vendrían muchos a aprovecharse, y cuando no, que la hiciese a los infantes y que no bastaba que la hiciese en su casa como él decía, sino que había de ser en la Iglesia, en lugar público y que todos entendiesen había plática aunque no viniesen sino los infantes, que así se había hecho en la Iglesia y tal ha sido siempre la costumbre de todos los maestros de Capilla y en particular de Melchor Robledo, siendo tan famoso maestro y visto que la Iglesia tenía resolución que se hiciese plática ordinaria, dijo la haría y así lo comenzó a hacer unas veces en la capilla de San Martín y otras, las más, dentro del coro.

Del texto anterior resulta interesante que se considera que la remuneración de Silos es considerada suficiente por las dos partes y que Mandura considera la capilla del Pilar como inferior a la propia. Con esta conversación, Mandura daba por cerrado el problema.: 65 
Cerrado el relato de Mandura tras su muerte en 1604, las actas del cabildo dan noticias dispersas sobre Silos. En 1603 parece que hubo un altercado con los cantores del coro, ya que las actas indican «que en el coro hayan de cantar la música que el maestro señalare y ordenare y que ningún cantor le contradiga, ni tenga que tratar de esto, sino seguir en todo lo que el dicho maestro dispusiere». Dos semanas más tarde, se le sube al sueldo, «se determinó que a mosén Francisco de Silos, maestro de capilla, se le den de aumento veinte libras en cada un año sobre los aniversarios, atendiendo que hace diez años que sirve y no se le ha dado en este tiempo aumento alguno.» En octubre de ese año se insinúan de nuevo problemas con los cantores: «remitióse a don Jusepe de Palafox el gobierno de la capilla de los cantores».: 66 
En enero de 1609 hubo problemas mayores con el Cabildo, que amenazó con despedir al maestro:: 66 

Al maestro de capilla que renuncie o vaya a servir la ración de Tarazona.
Resolvieron la mayor parte que el Señor Deán diga al maestro de capilla que vaya a servir una ración de Tarazona que ha tomado por coadjutoría o la renuncie, para que pueda servir en esta Santa Iglesia libremente; donde no, que el Cabildo tratará de tomar resolución y si pareciere pasará a proveer el Magisterio y en caso que quisiere quedarse y renunciar, se le amoneste y advierta que cumpla mejor con sus obligaciones porque si no se despedirá.

Los roces fueron en aumento, hasta que en 1611 el Cabildo acuerda «[q]ue se trate de acomodar al maestro de capilla y que esto lo traten con él los señores de la Junta de Hacienda; y que deje el magisterio y se provea a otro en el mismo oficio.» Parece que la separación fue por acuerdo de ambos, llegando a un convenio económico. En diciembre de ese año incluso se pedía que participase en el examen de su sucesor, Bernardo Peralta Escudero, junto con otros examinadores de prestigio, como Aguilera, Sola y Zamorano.: 67 

### Segunda maestría en La Seo (1614-1632)
Tras el fracasado intento de emplear a Peralta y el fallecimiento de su sucesor, Francisco Berge, en junio de 1614, el Cabildo de la Seo «Resolvieron que entretanto que se trata de proveer el Magisterio de Capilla, que está vacante por  muerte del Maestro Berge, se encargue Gerónimo Zamorano de los muchachos y de regir la Capilla.» Se enfrentaron dos facciones, los favorables a tratar de convencer de nuevo a Peralta y los que querían traer de vuelta a Silos. En una votación en el Cabildo de 18 a favor y 13 en contra, se decidió reinstalar a Silos en una segunda votación en la que los contrarios, incluido el Deán, abandonaron la sala:: 71–73 

[...] si la persona del maestro Silos era hábil y suficiente conforme a los Estatutos para Maestro de Capilla en esta Santa Seo y no habiendo querido alguno de los sobredichos proponerlo, lo propuso el Señor Chantre, y la mayor parte del Cabildo resolvió que sí; y habiendo votado por segunda vez si lo eligían por Maestro de Capilla de esta Santa Seo, lo eligieron por Maestro el Cabildo, siquiera la mayor parte, con el mismo salario que tenía antes y dándole sobre treinta libras para el alquiler de una casa. Mandó el Cabildo que ejerciese el oficio el mismo Maestro Silos, que vino al Cabildo y lo aceptó.

Pero el asunto no terminó ahí, sino que, en el capítulo del 4 de julio, los opuestos a Silos «presentáronse unas letras citatorias del Señor Oficial y Vicario General en el negocio de la elección del cargo de Maestro de Capilla en la persona de Silos.» El resultado fue una reunión tumultuosa en la que la facción a favor de Silos expulsó a la facción contraria, amenzándolos con acciones judiciales, para lo que se franquearon los fondos necesarios. El hecho de que se leyera «una petición o memorial que los cantores presentaron, firmada de sus manos, al Capítulo, pidiendo que nombrase por Maestro de Capilla a dicho Silos» muestra que el enfrentamiento no había sido causado por desavenencias con los cantores, sino que más bien se trataba de un conflicto interno de facciones de canónigos en el cabildo.: 73 
Como maestro de capilla de la Seo, a partir de 1614 fue maestro de Diego de Pontac, y coincidió con Sebastián Aguilera de Heredia en el órgano de la Seo.: 75 
Hay pocas noticias posteriores. En 1623 «el maestro de capilla pidió que por sus servicios se le hiciere presente en el coro todos los días que no hubiese cantoría y se resolvió que todos los días que estuviese ocupado por su oficio, excusándose, le hagan presente pidiendo licencia al Señor Presidente.» Lo que podría indicar falta de salud, si se tiene en cuenta que dos años más tarde, en noviembre de 1625, obtuvo un mes de convalecencia con relación de los médicos. Parece que su salud fue declinando hasta que en agosto de 1632 el cabildo solicita que «se traiga un maestro de capilla por ser viejo el que hay.»: 73–74 

### Fallecimiento
Las actas capitulares no mencionan la muerte de Silos hasta el 28 de junio de 1636, al tratar de disponer del beneficio «que vacó por muerte de Silos, Maestro de Capilla». Se conoce la fecha de su muerte por el libro parroquial de San Miguel:: 76 

Mosén Francisco de Silos. – En 30 de enero de 1636, murió en el Coso, con todos los sacramentos, mosén Francisco de Silos, maestro de capilla, de edad de 80 años, poco más o menos; testificó su testamento el Doctor Sebastián Moles, ejecutores el Doctor Francisco García, canónigo de Barbastro, y mosén Justo Millán; enterróse en La Seo, donde se le hizo su novena y cabo de año.

Dejó a su familia una torre y huerta contigua situada en el Huerva y una heredad compuesta de campo, viña y olivar en lo que hoy es el barrio del Cascajo (Zaragoza).: 77 

## Obra
A pesar de un carácter que debió ser difícil, el trabajo de Silos en la capilla de la Seo fue alabado por Mandura. Sobre las celebraciones de la Paz de Vervins en 1598 comenta:: 74 

[...] el  maestro comenzó el Te Deum Laudamus, y luego entraron los cantores con muy linda música y se pasó al claustro [...];  acabado el Te Deum Laudamus, los cantores dijeron aquel salmo Laudate Dominum omnes gentes con riquísima música, puestos cuatro cantores en el órgano y los otros abajo con el bajón; pareció a todos tan bien, que los que no lo habían oído decían que era música del cielo.

Y sobre las honras fúnebres de Felipe II:: 74 

todo acanto de llano, con mucha pausa y autoridad y la magnificat se dijo un verso a canto llano y otro a canto de  órgano y la  música era la famosa de Melchor Robledo y pareció admirablemente dichas las Vísperas.

También la archiduquesa María Ana de Baviera, madre de la reina Margarita, quedó impresionada por la capilla de la Seo bajo la maestría de Silos:: 74–75 

Visitóla el Cabildo y fueron el canónigo Lora y el canónigo Morera y le dieron la bienvenida y le ofrecieron lo que departe de la Iglesia se suele hacer a semejantes; estaba la Archiduquesa muy contenta de la ciudad y de los santuarios de  ella y en particular de la capilla de La Seo, que dijo ella y los que con ella venían, que no habían visto en ninguna parte cosa tan buena, y así gustó la Archiduquesa le fuesen a cantar a casa, como lo hicieron los cantores, y no quiso que le cantasen cosas de Villancicos ni otra cosa en lengua común sino motetes en latín y así le cantaron algunos de a ocho voces muy excelentes de que gustó muchísimo y dijo en particular que nunca había oído tan linda música; mandó dar a los cantores cien escudos

De la que se considera extensa producción, solo se conservan una misa, un motete y un magníficat.: 76  Su estilo se encuadra dentro de la música española polifónica renacentista.
1. Misa a cinco voces (falta el Kyrie primero y el cantus y el tenor del Christe). Conservado en el Archivo musical de la catedral de Tarazona.
2. Motete. Primera parte:  Cum turba plurima. Segunda  parte: Etdum seminat, de la Dominica de Sexagessima.  Conservado en el Archivo musical de la catedral de Tarazona.
3. Magnificat  de  tono  primero,  a  cuatro  voces.  Archivo de la catedral de Huesca.